# Інкубаційний період самозапалювання
Інкубаційний період самозапалювання (рос. инкубационный период самовозгорания, англ. latent spontaneous combustion period, нім. Inkubationsperiode f der Selbstentzündung f) — період часу прихованої стадії процесу самозапалення (наприклад, вугілля) до переходу у форму загоряння. 
І.п.с. пов’язаний з окиснювальними процесами.